# Guilty (album d'Ayumi Hamasaki)
Pour les articles homonymes, voir Guilty.
Albums de Ayumi Hamasaki
Secret
(2006) NEXT LEVEL
(2009)
Compilations par Ayumi Hamasaki
A BEST 2 -WHITE-
(2007)
Remix par Ayumi Hamasaki
Ayu-mi-x 6 Gold
(2008)
Singles
GUILTY est le neuvième album original d'Ayumi Hamasaki sorti sous le label avex trax, excluant ses mini-albums, compilations et albums de remix.

## Présentation
L'album sort le 1er janvier 2008 au Japon sous le label avex trax, produit par Max Matsuura ; il sort un peu plus d'un an après le précédent album original, Secret de fin 2006, et sortira aussi dans d'autres pays d'Asie. Il atteint la 2e place du classement hebdomadaire de l'Oricon ; c'est son premier album original qui ne s'y classe pas N°1. Il se vend à 432 113 exemplaires la première semaine, et reste classé pendant dix-sept semaines, pour un total de 568 288 exemplaires vendus durant cette période.  Le 14 mars 2008, l'album est mis à disposition en téléchargement sur iTunes dans vingt-six pays dont la France, une première pour un artiste japonais. Il sort aussi en version CD+DVD, avec une pochette différente et un DVD supplémentaire contenant les clips vidéo et making of de sept des titres de l'album, dont deux inclus dans le court métrage Kyo Ai 〜Distance Love〜 déjà paru sur le DVD du single glitter / fated. Les premières éditions contiennent en supplément un livret de photos de trente-deux pages.
L'album dure 55 minutes et 47 secondes, et contient dix chansons, plus quatre interludes musicaux (Mirror, Marionette -prelude-, The Judgement Day et reBIRTH). Quatre des chansons étaient déjà parues en face A et B des deux singles sortis en 2007 : glitter / fated et talkin' 2 myself (incluant decision) ; une cinquième, Together When..., était sortie en single numérique en téléchargement le mois précédent pour promouvoir l'album. Une des chansons inédites, (don't) Leave me alone, servira de thème musical pour une campagne publicitaire pour le site web music.jp, et bénéficiera aussi d'un clip vidéo figurant sur le DVD, comme les titres des singles, de même que la chanson inédite Marionette. Le court titre Mirror qui ouvre l'album sera ré-enregistré dans une version longue et renommé pour sortir en single trois mois tard sous le titre Mirrorcle World.
La chanson untitled 〜for her〜 est dédiée à une amie d'Ayumi, décédée à la suite d'un accident de la route en 2007. Ayumi étant en difficulté durant cette période, son amie est restée proche d'elle ce qui en aura fait sa meilleure amie. Entre les paroles touchantes de la chanson et les larmes durant le COUNTDOWN LIVE 2007-2008 Anniversary GUILTY, on peut comprendre qu'elle a malheureusement perdu un être cher aussi important qu'un membre de sa propre famille.

## Liste des titres
Toutes les paroles sont écrites par Ayumi Hamasaki.
| 1.  | Mirror (adapté en Mirrorcle World)  | Yuta Nakano                         | Yuta Nakano      | 1:56 |
| 2.  | (don't) Leave me alone              | Tetsuya Yukumi                      | HΛL              | 4:16 |
| 3.  | talkin' 2 myself                    | Yuta Nakano                         | HΛL              | 4:54 |
| 4.  | decision                            | Yuta Nakano                         | Yuta Nakano      | 4:20 |
| 5.  | GUILTY                              | Tetsuya Yukumi                      | CMJK             | 4:33 |
| 6.  | fated                               | Shintaro Hagiwara, Akihisa Matsuura | CMJK             | 5:34 |
| 7.  | Together When...                    | Kunio Tago                          | CMJK             | 5:13 |
| 8.  | Marionette -prelude- (instrumental) | Yuta Nakano                         | Yuta Nakano      | 1:13 |
| 9.  | Marionette                          | Kazuhiro Hara                       | Kazuhiro Hara    | 4:35 |
| 10. | The Judgement Day (instrumental)    | CMJK                                | CMJK             | 1:40 |
| 11. | glitter                             | Kazuhiro Hara                       | HΛL              | 4:53 |
| 12. | MY ALL                              | Tetsuya Yukumi                      | HΛL              | 5:26 |
| 13. | reBIRTH (instrumental)              | HΛL                                 | HΛL              | 1:38 |
| 14. | untitled 〜for her〜                | Kunio Tago                          | Shingo Kobayashi | 5:33 |

| 1.  | Kyo Ai ~Distance Love~ (距愛 〜Distance Love〜) (court métrage, incluant les clips de glitter et fated) |  |
| 2.  | talkin' 2 myself (clip vidéo)                                                                           |  |
| 3.  | decision (clip vidéo)                                                                                   |  |
| 4.  | Together When... (clip vidéo)                                                                           |  |
| 5.  | Marionette (clip vidéo)                                                                                 |  |
| 6.  | (don't) Leave me alone (clip vidéo)                                                                     |  |
| 7.  | glitter (making of, sur Kyo Ai ~Distance Love~)                                                         |  |
| 8.  | fated (making of, sur Kyo Ai ~Distance Love~)                                                           |  |
| 9.  | talkin' 2 myself (making of)                                                                            |  |
| 10. | decision (making of)                                                                                    |  |
| 11. | Together When... (making of)                                                                            |  |
| 12. | Marionette (making of)                                                                                  |  |
| 13. | (don't) Leave me alone (making of)                                                                      |  |